# Potocki-Mausoleum (Wilanów)

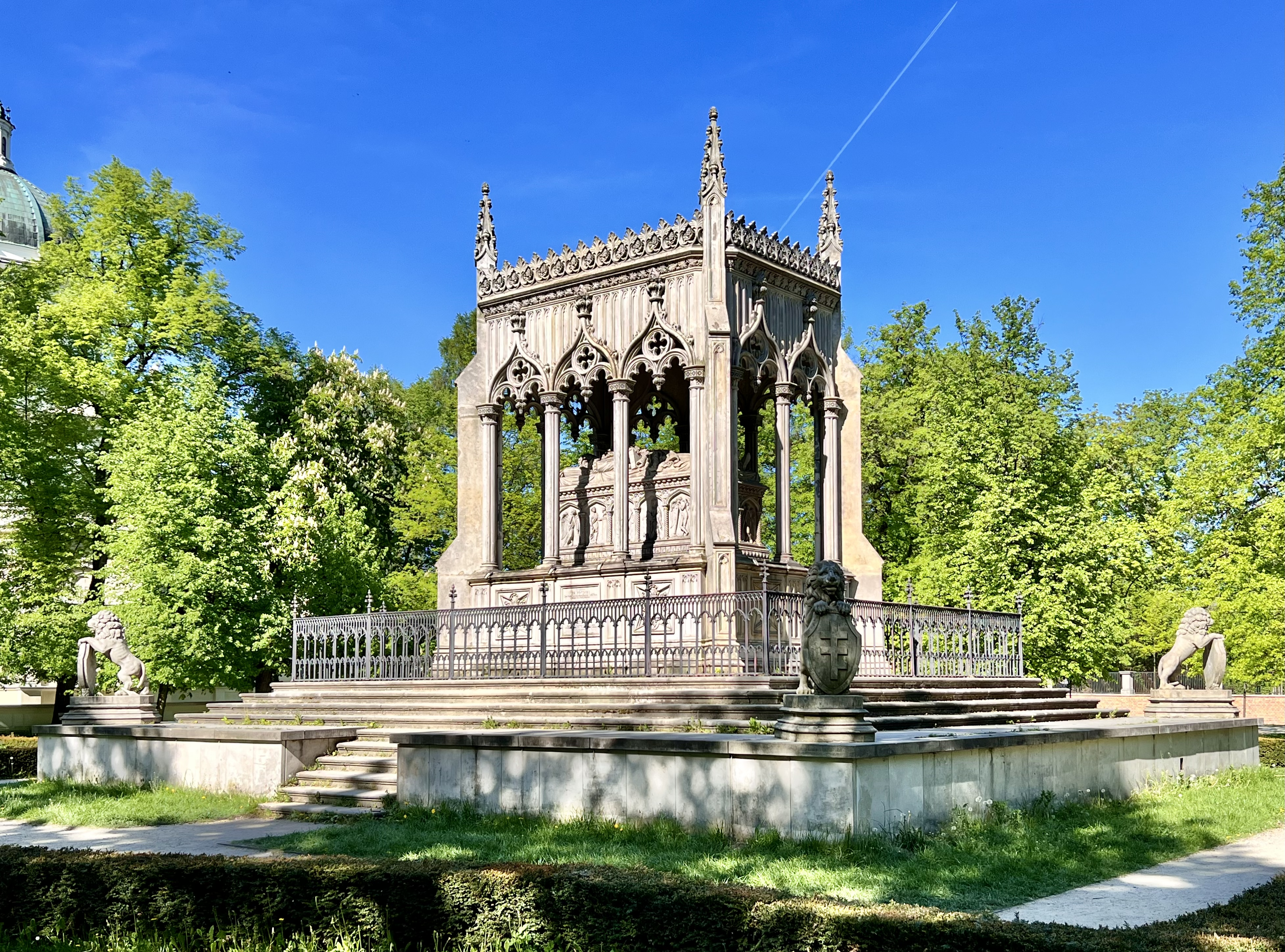
Potocki-Mausoleum

Das Potocki-Mausoleum in Wilanów im Süden von Warschau befindet sich am Rand des Schlossgartens von Schloss Wilanów.

## Geschichte
Das Mausoleum wurde 1836 von Aleksander Stanisław Potocki für seine Eltern Stanisław Kostka Potocki und Aleksandra Lubomirska gestiftet. Das im neugotischen Stil ausgeführte Projekt leitete Enrico Marconi, die Figuren und den Sarkophag schufen Jakub Tatarkiewicz und Konstanty Hegel aus Sandstein. An den Seiten sind die Wappen der Potocki und der Lubomirski angebracht. Auf dem Sarkophag liegen die Figuren der Verstorbenen, die an den Seiten von dem Genius des Todes sowie der Personifikationen der Interessen und Tugenden des Ehepaares gestützt werden.